# Blazhko (Mondkrater)
Blazhko ist ein Einschlagkrater auf der Mondrückseite.
Der Krater liegt im Norden der erdabgewandten Seite, ungefähr auf halbem Wegen zwischen den größeren Kratern Mach im Süden und Fowler im Norden, nordwestlich von Joule.
Der Kraterwall ist leicht unregelmäßig und weist zum Kraterboden einen Höhenunterschied von 3,47 km auf. Die Entstehungszeit des Kraters wird der spät-imbrischen Periode zugerechnet.
Blazhko hat vier Nebenkrater:
| Buchstabe | Position            | Durchmesser | Link |
| --------- | ------------------- | ----------- | ---- |
| D         | 32,79° N, 145,45° W | 40 km       |      |
| F         | 31,2° N, 146,39° W  | 33 km       |      |
| L         | 29,15° N, 147,39° W | 44 km       |      |
| R         | 29,82° N, 150,01° W | 54 km       |      |

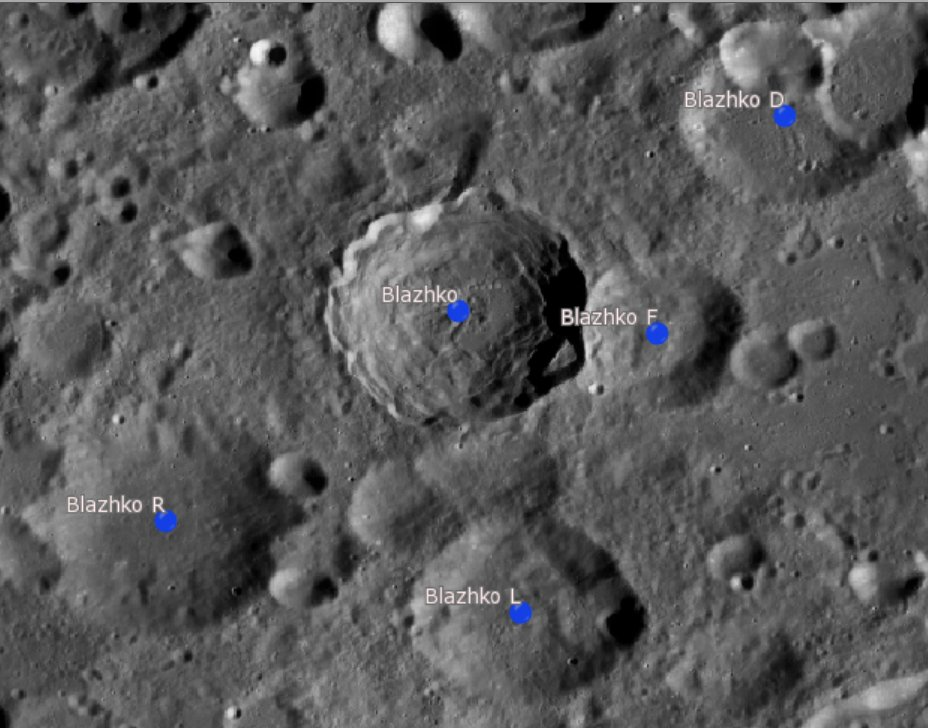
Blazhko mit seinen Nebenkratern

Der Krater wurde 1970 von der IAU offiziell nach dem sowjetischen Astronomen Sergei Nikolajewitsch Blaschko benannt.